# J·J·艾斯勒
珍妮弗·J·艾斯勒（英語：Jennifer J. Isler，1963年12月1日—），美国女子帆船运动员。她曾代表美国参加1992年和2000年夏季奥林匹克运动会帆船比赛，获得一枚银牌和一枚铜牌。